# Markus Notter
Markus Peter Notter (* 21. November 1960 in Dietikon; heimatberechtigt in Dietikon und Boswil) ist ein Schweizer Politiker (SP).

## Leben
Markus Notter besuchte die Schule in Dietikon. 1976 wechselte er an die Kantonsschule nach Zürich. 1980 begann er ein Studium der Rechtswissenschaft an der Universität Zürich, das er 1985 mit dem Lizenziat abschloss. Notter arbeitete als wissenschaftlicher Assistent an der Juristischen Fakultät und promovierte 1989 mit einer Dissertation im Bereich Völkerrecht. Anschliessend war er am Bezirksgericht Zürich tätig.
Von 1987 bis 1996 gehörte Notter dem Zürcher Kantonsrat an. Von 1990 bis 1996 war er vollamtlicher Stadtpräsident von Dietikon. 1996 wurde er als Nachfolger von Moritz Leuenberger in den Regierungsrat gewählt. Er stand der Direktion der Justiz und des Inneren vor. Am 1. Juni 2010 gab er bekannt, dass er bei den Gesamterneuerungswahlen im Frühling 2011 nicht für eine weitere Amtsperiode antreten werde.
Seit 2011 ist er Präsident des Europa-Instituts an der Universität Zürich, seit 2012 ist er zudem Präsident der Stiftung Zukunft für Schweizer Fahrende. Im April 2012 wurde Notter zum Präsidenten der Gesellschaft Minderheiten in der Schweiz (GMS) gewählt.  2012 erhielt er die Ehrendoktorwürde der Universität Zürich. Des Weiteren ist er Präsident des Museumsrates des Schweizerischen Nationalmuseums, Präsident des Verwaltungsrates des Zürcher Opernhauses und seit 1. Januar 2014 Mitglied des Verwaltungsrats der Schweizerischen Unfallversicherungsanstalt (Suva).
Notter schrieb bis Oktober 2015 eine Kolumne in der NZZ am Sonntag, bis 2013 auch in der Zeit. Er ist verheiratet und lebt in Dietikon.